# Friedrich P. Busch
Friedrich P. Busch (* 23. August 1938 in Dalle bei Celle) ist ein deutscher Generalmajor außer Dienst. Er war unter anderem Kommandeur der Offizierschule der Luftwaffe und der 3. Luftwaffendivision.

## Leben
Beförderungen
- 1961 Leutnant
- 1963 Oberleutnant
- 1966 Hauptmann
- 1969 Major
- 1971 Oberstleutnant
- 1979 Oberst
- 1987 Brigadegeneral
- 1989 Generalmajor

Busch trat 1959 in die Bundeswehr ein. 1959/60 durchlief der die Offizierausbildung in Neubiberg. 1960 schloss sich die vorfliegerische Ausbildung in Uetersen an. Von 1960 bis 1962 absolvierte er die Fliegerische Ausbildung auf Lackland Air Force Base in Texas.
1962/63 war er Flugzeugführer beim Jagdbombergeschwader 36 in Rheine-Hopsten. Verschiedene Positionen durchlief er im Anschluss beim Jagdbombergeschwader 35 in Pferdsfeld und beim Leichten Kampfgeschwader 41 in Husum. Von 1971 bis 1975 war er stellvertretender Kommodore und Kommandeur fliegende Gruppe beim Leichten Kampfgeschwader 44 in Leipheim.
1975/76 besuchte er die École supérieure de guerre aérienne in Paris. Von 1977 bis 1979 war er Adjutant des Inspekteurs der Luftwaffe (Gerhard Limberg und später Friedrich Obleser) in Bonn. Von 1979 bis 1982 war er Kommodore beim Jagdbombergeschwader 36 in Rheine-Hopsten und von 1982 bis 1984 Gruppenleiter im Luftflottenkommando in Köln. 1984 durchlief er die Attachéausbildung in Bad Ems. Von 1984 bis 1986 war er Luftwaffenattaché an der Deutschen Botschaft Washington, D.C.
1986 wurde er Kommandeur der Offizierschule der Luftwaffe in Fürstenfeldbruck und 1989 der 3. Luftwaffendivision in Kalkar. 1992/93 war er Stellvertretender Befehlshaber und Chef des Stabes im Hauptquartier der 2. Allied Tactical Air Force in Mönchengladbach und 1993 des Interim Combined Air Operations Centre in Finderup (Dänemark).
Busch ist evangelisch und verheiratet.

## Auszeichnungen
- 1987: Legion of Merit